# 史提芬·莫耶
史提芬·莫耶（Stephen Moyer，1969年10月11日—）是英國的一位演員和導演。他最著名的作品是在HBO電視劇《真愛如血》中飾演Bill Compton角色。